# Фернандо Бульнес
Хосе Фернандо Бульнес (ісп. José Fernando Bulnes, нар. 21 жовтня 1946, Тегусігальпа) — гондураський футболіст, що грав на позиції захисника.

## Клубна кар'єра
У дорослому футболі дебютував 1963 року виступами за команду «Атлетіко Еспаньйол», в якій провів один сезон, а наступний сезон своєї ігрової кар'єри провів в «Універсідаді».
1965 року перейшов до клубу «Олімпія», де виступав аж до завершенні ігрової кар'єри, вигравши за цей час 7 титулів чемпіона Гондурасу.

## Виступи за збірну
1969 року дебютував в офіційних матчах у складі національної збірної Гондурасу.
У складі збірної був учасником чемпіонату світу 1982 року в Іспанії, де зіграв у двох групових матчах групового етапу проти Іспанії та Югославії, а його команда не подолала груповий етап.

## Досягнення
- Чемпіон Гондурасу (7): 1966–67, 1967–68, 1969–70, 1971–72, 1977–78, 1982–83, 1984–85
- Переможець Чемпіонату націй КОНКАКАФ: 1981